# کانسالیدیتد ادیسون
کانسالیدیتد ادیسون (انگلیسی: Consolidated Edison) شرکت انرژی آمریکایی است، که در زمینه توزیع برق و گاز طبیعی فعالیت می‌کند.